# 宮っ子チャレンジウィーク
宮っ子チャレンジウィーク（みやっこチャレンジウィーク）とは、栃木県宇都宮市立の中学校に在籍する中学2年生を対象とした職業体験である。略称は宮チャレ。旧名称はマイチャレンジパイロット。

## 概要
宇都宮市立の中学校に在籍しているすべての中学2年生が、1週間（5日間）受け入れ事業所へ行き、勤労体験やボランティア活動を行う社会体験学習である。

## 受け入れ事業所
受け入れ事業所は毎年度、各学校によって異なるが大体の事業所は以下のとおりである。
- 市役所、裁判所などの官庁・公共機関。
- 農業、工業などの産業。
- 各専門店、飲食・デパート、接客業などのサービス業。
- 医療関係などの福祉施設。
- 国際交流などにかかわる業種。
- 保育園、幼稚園、小学校などの教育関係。
- 動物病院などの動物関係。
- その他、毎年度、各学校からの受け入れ事業所。

## 歴史
- 2002年 - 宮っ子チャレンジウィークを開始する。
- 2020年 - 新型コロナウイルス (COVID-19)の感染拡大の影響により実施せず、開始18年目にして初めて中止となった。
  - これらに伴い、同年に実施予定とされていた対象の学年（2006年4月2日 - 2007年4月1日生まれ）は、一度も体験実施をせず終えた。
- 2021年 - 前年の流行りを受け、1年越しに再開。従来の1日6時間程度としていた実施時間を、原則4時間程度に短縮する旨をHPにおいて発表した[1]。また一部の地域を除き、実施を断念した学校も存在し、それらは翌年に実施を見送った。
- 2022年 - 以後、2020年以前の通りに実施。

## 実施校
- 宇都宮市立田原中学校
- 宇都宮市立清原中学校
- 宇都宮市立宝木中学校
- 宇都宮市立泉が丘中学校
- 宇都宮市立陽西中学校
- 宇都宮市立豊郷中学校
- 宇都宮市立星が丘中学校
- 宇都宮市立城山中学校
- 宇都宮市立国本中学校
- 宇都宮市立姿川中学校
- 宇都宮市立陽東中学校
- 宇都宮市立上河内中学校
- 宇都宮市立晃陽中学校
- 宇都宮市立若松原中学校
- 宇都宮市立宮の原中学校
- 宇都宮市立河内中学校
- 宇都宮市立一条中学校
- 宇都宮市立横川中学校
- 宇都宮市立旭中学校
- 宇都宮市立鬼怒中学校
- 宇都宮市立雀宮中学校
- 宇都宮市立古里中学校
- 宇都宮市立陽北中学校
- 宇都宮市立瑞穂野中学校
- 宇都宮市立陽南中学校